# حبيل مدفر (حالمين)

تعديل مصدري - تعديل

حبيل مدفر هي إحدى قرى عزلة حبيل الريدة بمديرية حالمين التابعة لمحافظة لحج، بلغ تعداد سكانها 399 نسمة حسب تعداد اليمن لعام 2004.